# Al-Hakam I.

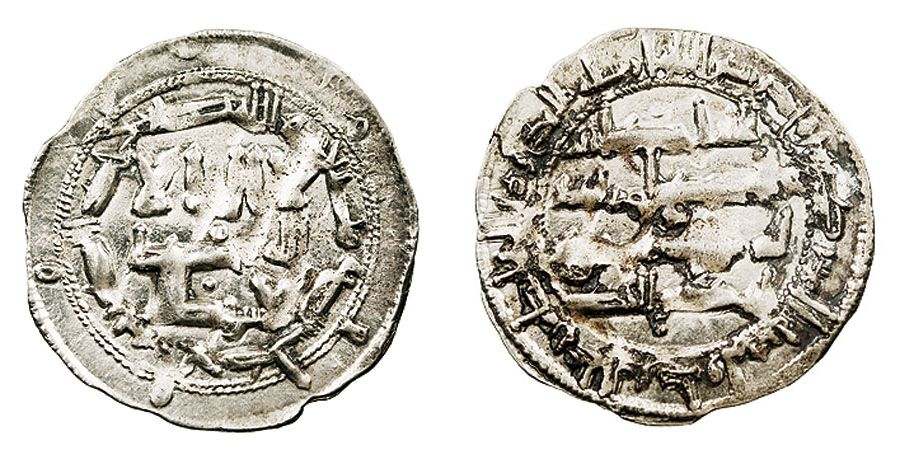
Unter Alhaquén geprägter Dirhem

al-Hakam I. ibn Hischām (arabisch الحكم بن هشام, DMG al-Ḥakam ibn Hišām, spanisch Alhakén oder Alhaquén, * 770; † 21. Mai 822) war dritter Emir von Córdoba (796–822). Aufgrund eines Aufstands in der Vorstadt (rabaḍ) von Córdoba, den er niederschlug, wird er in den arabischen Quellen auch al-Hakam ar-Rabadī genannt.

## Leben
al-Hakam I. trat 796 die Nachfolge seines Vaters Hischam I. im Emirat von Córdoba an. Dabei kam es erneut zu Machtkämpfen mit den Onkeln Sulayman und Abdallah. Zwar verbündeten sich diese mit den Franken unter Karl den Großen, doch wurde den Anwärtern bei einem Vergleich der östliche Teil des Emirats zwischen Huesca und Murcia überlassen. Unter seiner Regierung setzte sich die Rechtsschule der Malikiten in Andalusien weitgehend durch. Außerdem wurden in dieser Zeit die Verwendung von indischen Dezimalzahlen durch Abbas ibn Firnas in Andalusien eingeführt und verbreitet.
In der Folgezeit musste sich al-Hakam I. immer wieder gegen Autonomiebestrebungen in den Provinzen, vor allem aber in den Markgrafschaften durchsetzen. So sollen zum Beispiel 797 in Toledo 5000 Edle bei einem Festmahl im Alcázar im Auftrag von al-Hakam I. ermordet worden sein, um die Unabhängigkeitsbestrebungen der Stadt zu brechen. Um seine Macht durchzusetzen, baute al-Hakam I. ein Söldnerheer aus Berbern, Franken und slawischen Sklaven auf. Mit diesen wurden auch eine Verschwörung in Córdoba (805) und ein Aufstand in der Vorstadt (rabaḍ) von Córdoba gegen Steuererhöhungen (818) blutig niedergeschlagen. Viele Gegner der Umayyaden flohen daraufhin nach Marokko zu den Idrisiden, die die Andalusier in Fès ansiedelten (angeblich 15.000 Familien). Andere Gruppen übernahmen zeitweise im ägyptischen Alexandria die Macht (814–825), bevor sie 827 das byzantinische Kreta eroberten und ein Emirat gründeten (bis 961).
Wegen dieser Unruhen konnte al-Hakam I. nicht aktiv gegen die Franken vorgehen. So eroberten die Franken 801 Barcelona und gründeten 806 die Spanische Mark. Dadurch konnte sich die fränkische Herrschaft auch südlich der Pyrenäen festigen. Auch die Balearen waren seit 798 zwischen den Muslimen und Franken umkämpft.
Nach dem Tod al-Hakams I. am 21. Mai 822 übernahm sein Sohn Abd ar-Rahman II. die Regierung des Emirats.

## Trivia
Al-Hakam war Besitzer mehrerer in der klassisch-arabischen Literatur prominenter Sängersklavinnen (→ Liste bekannter Sängersklavinnen), namentlich Aziz, Gharir, Bahdscha, Muhdscha, Fatin und Fatik.